# NGC 19

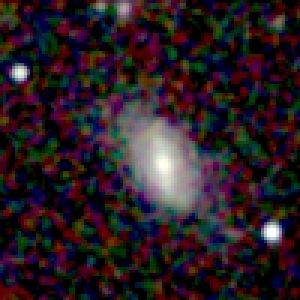
NGC 19 par 2MASS (proche-infrarouge) avec l'étoile USNOA2 1200-00089462 en bas à droite et l'étoile USNOA2 1200-00090364 en haut à gauche.

NGC 19 est une galaxie spirale barrée située dans la constellation d'Andromède. Elle a été découverte par l'astronome américain Lewis Swift en 1885.

## Caractéristiques
Sa vitesse par rapport au fond diffus cosmologique est de 465 ± 23 km/s, ce qui correspond à une distance de Hubble de 65,9 ± 4,6 Mpc (∼215 millions d'al).
La classe de luminosité de NGC 19 est II-III et elle présente une large raie HI. De plus,  c'est une galaxie LINER, c'est-à-dire une galaxie dont le noyau présente un spectre d'émission caractérisé par de larges raies d'atomes faiblement ionisés.
À ce jour, une douzaine de mesures non basées sur le décalage vers le rouge (redshift) donnent une distance de 61,983 ± 9,897 Mpc (∼202 millions d'al), ce qui est à l'intérieur des valeurs de la distance de Hubble.